# Minna Ewald

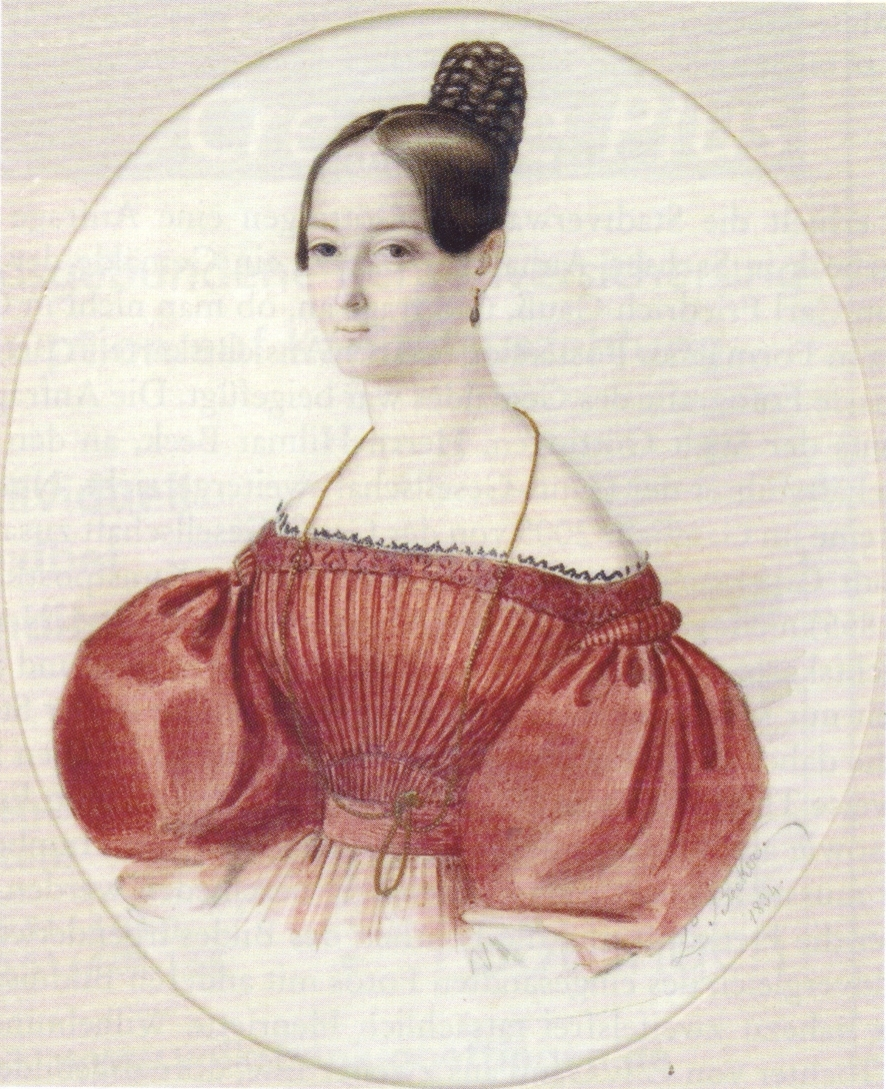
Minna Ewald geb. Gauß.

Minna Ewald (* 29. Februar 1808 in Göttingen als Wilhelmine Gauß; † 12. August 1840 in Tübingen) war eine Tochter des Mathematikers, Astronomen und Physikers Carl Friedrich Gauß. Sie heiratete 1830 den Orientalisten und evangelischen Theologen Heinrich Ewald, der wie Gauß als Professor an der Universität Göttingen lehrte. Er gehörte zu den Göttinger Sieben, die 1837 gegen die Aufhebung der Verfassung im Königreich Hannover protestierten und deswegen ihre Anstellung verloren. Heinrich Ewald nahm 1838 eine Berufung nach Tübingen an. Minna starb 1840 an Schwindsucht, ebenso wie die zweite Frau ihres Vaters und ihre Schwester.

## Leben

### Herkunft
Nach der Beendigung seines Studiums 1798 ließ sich der Mathematiker, Astronom und Physiker Carl Friedrich Gauß (1777–1855) in seiner Geburtsstadt Braunschweig als Privatgelehrter nieder. 1805 heiratete er Johanna Osthoff (1780–1809), die Tochter des Weißgerbermeisters Christian Ernst Osthoff. 1806 wurde Joseph, das erste Kind aus dieser Ehe geboren. Am 25. Juli 1807 wurde Gauß zum Professor der Astronomie und zum Direktor der Universitätssternwarte in Göttingen ernannt. Am 21. November 1807 zog er mit seiner schwangeren Frau in eine Interimswohnung in der Groner Straße 27 in Göttingen ein. Hier wurde das zweite Kind Wilhelmine Gauß, genannt Minna, Minchen oder Minnchen, am 29. Februar 1808 geboren.
Der Astronom Gauß hatte sich die Regel gegeben, seine Kinder nach den Entdeckern der Kleinplaneten zu benennen. Sein zweites Kind nannte er daher Wilhelmine, nach seinem Freund Wilhelm Olbers, der den zweiten Kleinplaneten Pallas entdeckt hatte. Seinen Eltern in Braunschweig verkündete er das freudige Ereignis in einem Brief:
„Das Mädchen ist zwar nicht so zart und hübsch wie der Joseph gleich anfangs war, aber sehr wohlgestaltet und gesund und stark.… Der Himmel gebe sein weiteres Gedeihen. Das arme Kind ist zu bedauren, daß es gerade am Schalttage die Welt erblickt und also nur alle 4 Jahr einen Geburtstag zu feiern hat.“
Als drittes Kind wurde 1809 der Sohn Louis geboren. Johanna Gauß starb einen Monat nach der Niederkunft, und Louis verstarb im Alter von einem halben Jahr. Ein Jahr später heiratete Gauß die Professorentochter Minna Waldeck. Aus dieser Verbindung gingen die drei Kinder Eugen, Wilhelm und Therese hervor, die um 3, 5 und 8 Jahre jünger als Minna waren. Minna Gauß ersetzte den Kindern aus zweiter Ehe die Mutter und wurde von ihnen anerkannt und geliebt. Auch die Beziehungen der Geschwister und Halbgeschwister untereinander waren herzlich und wurden nicht durch die Abkunft von verschiedenen Müttern getrübt.
Gauß bewohnte die Interimswohnung bis Ostern 1808, dann bezog er mit seiner Familie das erste Stockwerk eines großen Fachwerkhauses in der Kurzen Straße 15 in Göttingen, bevor er im Oktober 1816 in den Westflügel der neuerbauten Göttinger Sternwarte in der Geismar Landstraße 11 umzog, deren Leiter er seit 1807 war.
| - Gronerstraße 27, 1854. Pfeil: Gaußhaus. | - Kurze Straße 15, 2006. | - Blick von Norden auf die Sternwarte Göttingen. In dem rechten Flügel wohnte Gauß mit seiner Familie. |

### Jugend
Minna erhielt ihre Schulbildung durch Privatunterricht. Im Gegensatz zu ihren Brüdern besuchte sie jedoch nicht das Gymnasium. Der Stil ihrer Briefe an Gauß, ihre Geschwister und ihren Ehemann zeugt von einer gediegenen Bildung.
Nach der Geburt ihrer drei Kinder begann Gauß’ zweite Frau Minna ab 1818 zu kränkeln. Sie war an Schwindsucht erkrankt, und ab 1824 begann für sie eine schreckliche Leidenszeit bis zu ihrem Tod 1831. Die lange Krankheit der Hausfrau führte zu einer häuslichen Belastung, unter der Gauß und die gesamte Familie litten. Der Gauß-Forscher Theo Gerardy urteilte über die Kinder von Gauß:
„An den Kindern läßt sich das unterschiedliche seelische Erbe der Mütter ablesen. Josef und Minna, die Kinder Johannas, sind warmherzige, unkomplizierte und lebenstüchtige Naturen. Die Kinder Minnas haben neben vielen Vorzügen auch deutliche Merkmale der mütterlichen Unausgeglichenheit. Eugen ist leichtsinnig, heftig und ungezügelt; Wilhelm ist leicht gekränkt, unüberlegt und uneinsichtig; Therese wirkt eigenartig, verschlossen und exaltiert.“
Da Gauß’ Frau durch ihre schwere Krankheit in ihrer Leistungsfähigkeit stark eingeschränkt war, übernahm Minna schon als junges Mädchen Verantwortung für ihre jüngeren Geschwister.

### Göttingen
Als Carl Friedrich Gauß 1827 auf seiner jährlichen Gradmessungskampagne unterwegs war, berichtete ihm seine 19-jährige Tochter Minna in einem Brief  von einem Besucher, den er verpasst hatte: den 23 Jahre jungen Orientalisten und Bibelwissenschaftler Heinrich Ewald: „Noch einer, worüber Du Dich sehr wundern wirst: Ewald, wahrscheinlich um sich Dir als Professor zu präsentiren. … hat recht früh sein Glück gemacht, man sagt er bekäme schon 300 Reichsthaler Gehalt. … indessen seine armen Eltern soll er sehr unterstützen.“

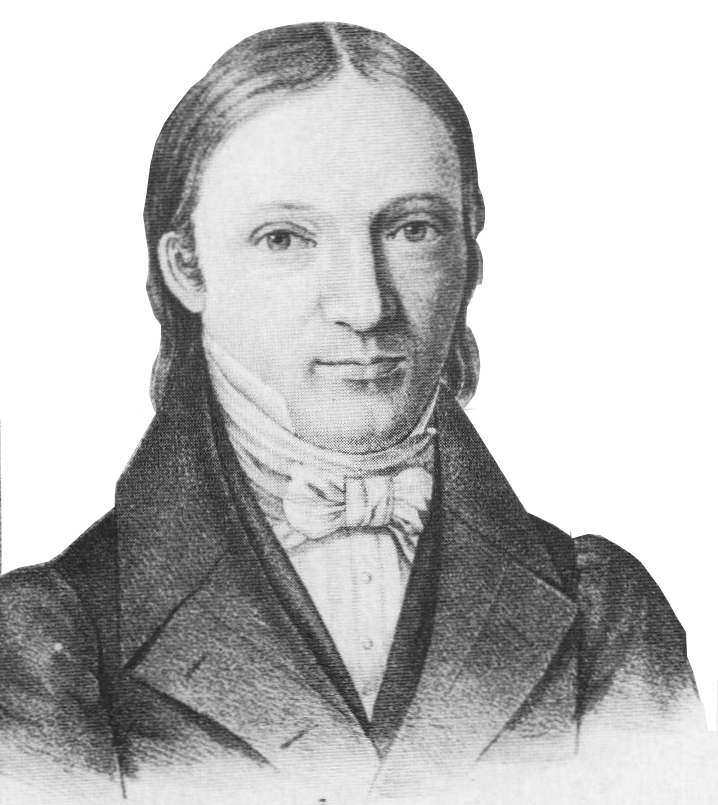
Heinrich Ewald im Alter von 37 Jahren.

Heinrich Ewald wurde 1803 als Sohn eines unbemittelten Göttinger Tuchmachermeisters geboren. Durch Vermittlung einiger Professoren konnte der begabte Junge das Gymnasium besuchen und ein Studium an der Universität Göttingen absolvieren. Er promovierte mit 20 Jahren und erwarb sich in der Fachwelt schnell einen guten Ruf, so dass er mit 24 Jahren bereits zum Professor ernannt wurde. Sein Jahreseinkommen belief sich einschließlich der Hörergelder auf 2000 Reichstaler. Zum Vergleich: Gauß’ bezog als der bestverdienende Professor der Universität Göttingen ein Fixgehalt von 2500 Reichstalern.
Ein Schüler, Julius Wellhausen, schilderte Ewald als „sehr stattlich und kräftig, seine Haltung straff und aufrecht, sein Gang rasch, sein Auge merkwürdig gespannt. Er liess sich nicht übersehen, sondern fiel überall auf, seine Erscheinung hatte etwas Feierliches.“ Trotzdem war er schüchtern und ungelenk, und aus dem Briefwechsel zwischen den Eheleuten wird klar, dass Minna ihren Mann in den äußeren Dingen des Lebens behütete und lenkte. Ewald war hilfsbereit und freigiebig, ein origineller Forscher, ein kritischer, unbestechlicher Geist und ein rastloser Arbeiter. Als charismatischer Lehrer hatte er einen großen Hörerzulauf. Außerhalb seines engeren Familienkreises beschränkte er den gesellschaftlichen Verkehr auf ein Minimum, zugunsten der riesigen Arbeitslast, die er sich aufbürdete. Gegenüber seinen Fachkollegen erwies er sich nicht selten als rechthaberisch und streitsüchtig, besonders im Alter.
In den 2 ½ Jahren nach dem ersten Kennenlernen kamen sich Ewald und Minna näher und beschlossen sich miteinander zu verbinden. Ewald bat am 17. Februar 1830 Carl Friedrich Gauß brieflich um die Hand seiner Tochter Minna, zwei Tage später fand die Verlobung statt, und am 15. September heiratete Minna den 5 Jahre älteren Heinrich Ewald. Die Freude der Brautleute wurde getrübt durch einen Familienskandal: Minnas Bruder Eugen hatte sich wegen seines liederlichen Studentenlebens mit seinen Eltern überworfen und wollte nach Amerika auswandern.
Minna gehörte nicht zu den Universitätsmamsellen, den Göttinger Professorentöchtern, die eine eigenständige, damals für Frauen untypische Karriere einschlugen. Sie entsprach dem Bild der Frau, die sich um Haushalt und Familie kümmert, und trotz ihrer krankheitsbedingten körperlichen Einschränkungen gelang es ihr, den Professorenhaushalt zu organisieren und ihrem Mann den „Rücken freizuhalten“. Die Briefwechsel in Minnas Umfeld weisen sie als herzensgute, seelenvolle und edelmütige Frau mit kritischem Verstand aus. Ihre Briefe atmen die beständige Sorge um ihren Mann, ihre Verwandten und ihre Freunde, denen sie in inniger Liebe zugetan war. Da Gauß’ zweite Frau durch ihre schwere Krankheit in ihrer Leistungsfähigkeit stark eingeschränkt war, hatte Minna schon als junges Mädchen Verantwortung für ihre jüngeren Geschwister übernommen.
Nach der Heirat bezog das Ehepaar eine Wohnung in der Groner Straße 15. Ab dem Wintersemester 1832 bis Mai 1838 wohnten sie in der Kurzen Geismarstraße 39. Diese Wohnung lag 350 Meter näher an der Sternwarte, wo Gauß und Minnas Schwester Therese wohnten, war aber immer noch 600 Meter weit von ihr entfernt. Für die Schwestern, die beide an Schwindsucht litten, war auch diese Entfernung je nach Befinden oft unüberbrückbar, so dass Minnas sonst enger Verkehr mit ihrem Vater und Therese zeitweise unterbrochen wurde. Vier Kuraufenthalte zwischen 1832 und 1836 in Bad Ems und in Franzensbad brachten nicht die Heilung und auch keine Linderung ihrer Krankheit. In späteren Jahren bezeichnete Heinrich Ewald die Zeit von seiner Verheiratung 1830 bis zu seiner Entlassung 1837 als die glücklichste Zeit seines Lebens.

### Göttinger Sieben

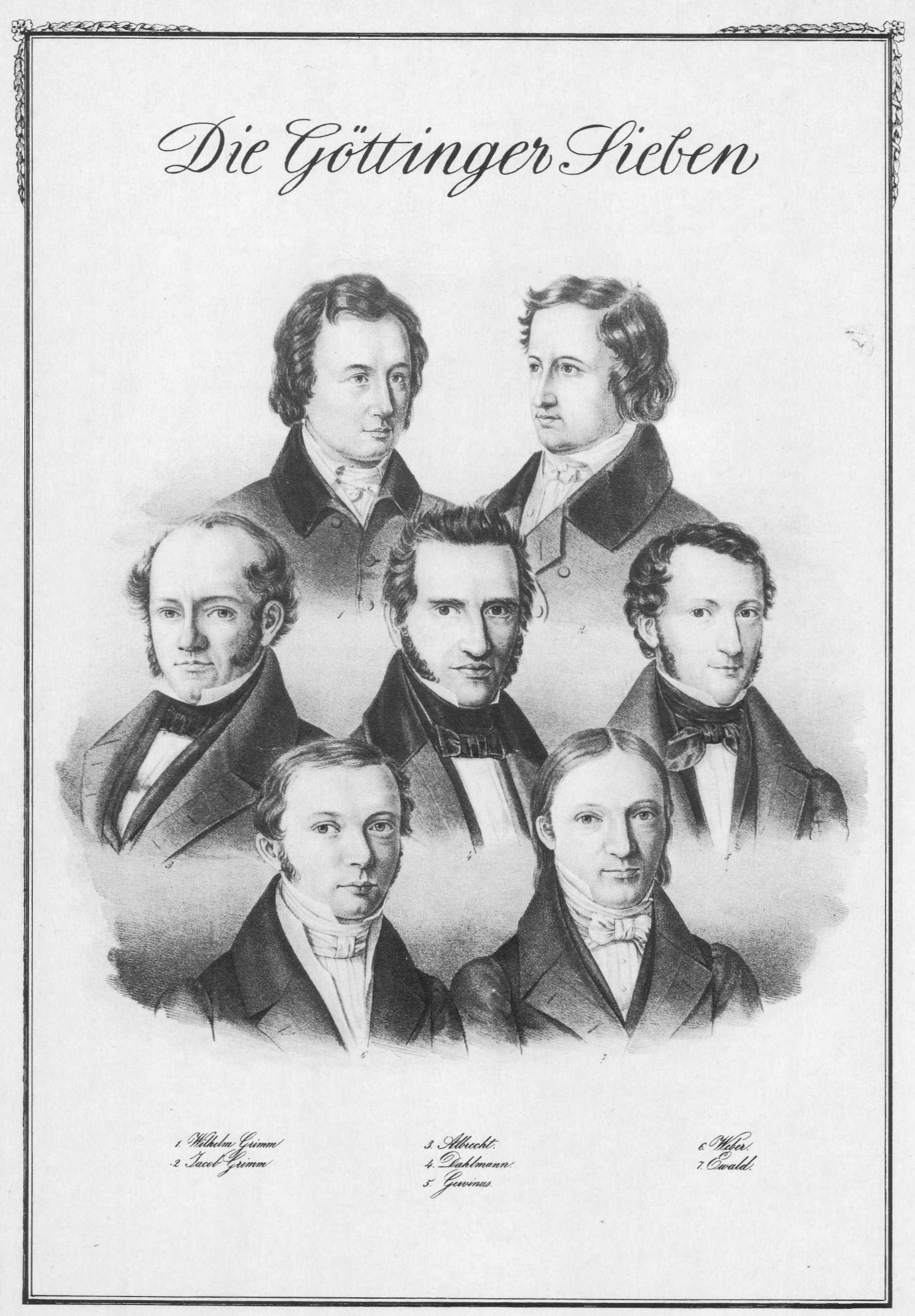
Die Göttinger Sieben. Rechts unten: Heinrich Ewald.

Nach seiner Thronbesteigung hob König Ernst August I. von Hannover das relativ freiheitliche Staatsgrundgesetz zum 1. November 1837 wieder auf. Sieben Göttinger Professoren, unter ihnen Heinrich Ewald reichten am 18. November schriftlich ihren Protest gegen diesen Akt der Willkür ein. Daraufhin entließ Ernst August I. am 12. Dezember die „Göttinger Sieben“ aus ihrem Amt. Der nunmehr stellungslose Ewald nutzte die unfreiwillige Muße von Januar bis April 1838 zu einer Studienreise nach London und Oxford, um sich der Erforschung der Handschriften in den dortigen Bibliotheken zu widmen. Während dieser Zeit managte Minna seine Geschäfte, die Herausgabe und Verbreitung seiner Schriften und den Kontakt mit seinen Kollegen und Studenten. Im Mai 1838 ernannte ihn König Wilhelm I. von Württemberg zum Professor an der philosophischen Fakultät der Universität Tübingen, nicht – wie es hieß – obwohl, sondern weil ihn der König von Hannover seines Amts entsetzt hatte. Außerdem wurde Heinrich Ewald der persönliche Adel verliehen.

### Tübingen
Im Mai 1838 zog das Ehepaar Ewald von Göttingen nach Tübingen. In den ersten 8 Wochen kamen sie in dem Gasthof Eifertei unter (→ Abbildung). Anschließend wohnten sie in einer kleinen, ehemaligen Studentenwohnung, bevor sie im Oktober ihre endgültige Wohnung in der Bursagasse 12 beziehen konnten (→ Foto). Minna lebte hier bis zu ihrem Tod 1840, ihr Mann bis 1848, dem Jahr seiner Wiedereinsetzung als Professor in Göttingen.
Minna litt unter der langen Reise mit der Kutsche von Göttingen nach Tübingen und unter den Anlaufschwierigkeiten in der fremden Stadt. Die Ewalds wurden freundlich aufgenommen, Minna konnte auf Grund ihrer körperlichen Schwäche jedoch kaum die wichtigsten Antrittsbesuche erledigen. Außerdem litt sie wie schon bei ihren Kuraufenthalten unter furchtbarem Heimweh nach Göttingen und den Ihrigen, die dort lebten. Immerhin fand sie eine Freundin in Emilie von Wächter geb. Baumeister, der Frau von Karl Georg von Wächter, Kanzler der Universität Tübingen und Präsident der württembergischen Ständeversammlung.

### Lebensabend

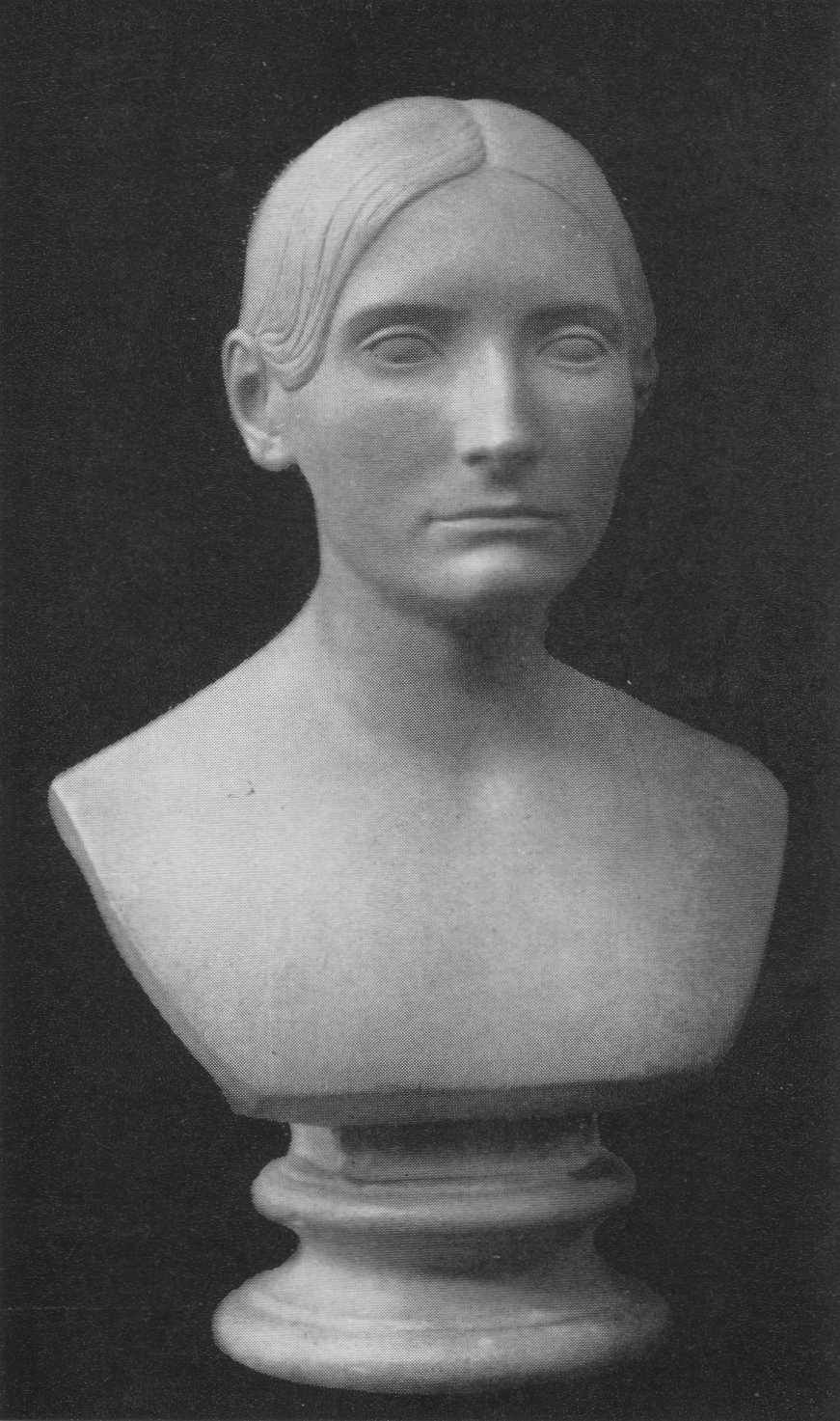
Gipsbüste von Minna Ewald.

Im Sommer 1838 und 1839 nahm Minna alle Kraft und allen Mut zusammen und setzte sich noch zweimal den Strapazen einer Fahrt nach Göttingen aus. Sie hielt sich dort mehrere Wochen lang im Kreis ihrer Lieben und der Verwandten ihres Mannes auf. Ab April 1840 war Minna, mit kurzen Unterbrechungen, schwer und bettlägerig krank. Die letzten sechs Wochen ihres Lebens wurde sie von Emilie Ilse, einer Cousine von Heinrich Ewald aus Ilfeld, gepflegt.
Die Frauen der Gaußfamilie starben vor dem 50. Lebensjahr. Gauß’ zweite Frau Minna Gauß erlag ihrer Krankheit nach einem 10-jährigen Martyrium im Alter von 43 Jahren. Minna Ewald war bei der Heirat 22 Jahre alt. Sie starb am 12. August 1840 nach 10-jähriger kinderloser Ehe im Alter von nur 32 Jahren in der Fremde, im schwäbischen Tübingen. Zu ihrer Ehre ließ Ewald auf dem Tübinger Stadtfriedhof ein Steindenkmal errichten, das jedoch nicht erhalten ist.
Heinrich Ewald heiratete 1845 in zweiter Ehe Auguste Schleiermacher, die Tochter des Darmstädter Bibliothekars und Orientalisten Andreas Schleiermacher. 1850 ging aus dieser Ehe eine Tochter hervor, die zur Erinnerung an Heinrich Ewalds erste Frau auf den Namen Minna getauft wurde. Ewald wurde 1848 in sein voriges Amt in Göttingen wiedereingesetzt. Er überlebte seine erste Frau um 35 Jahre und starb 1875 in Göttingen. Minna Ewalds Schwester Therese, die ihren Vater bis zu seinem Tod gepflegt hatte, heiratete nach seinem Ableben 1856 den Theatermann Constantin Staufenau und starb nach 7-jähriger kinderloser Ehe im Alter von fast 48 Jahren in Dresden. Die von der Schwindsucht verschonten Männer der Gaußfamilie erreichten ein weit höheres Alter als die Frauen. Carl Friedrich Gauß wurde 77 Jahre alt, die Brüder Wilhelm und Joseph wurden 66 bzw. 67 Jahre alt und Eugen wurde 85 Jahre alt.

### Krankheit
Minna Ewald litt ebenso wie ihre 8 Jahre jüngere Schwester Therese und Gauß’ zweite Frau unter Schwindsucht, von der in ihrem Umfeld auch viele andere Personen befallen waren. Die Männer der Gaußfamilie blieben von der Krankheit verschont. Zur damaligen Zeit gab es weder eine klare Diagnose noch eine wirksame Therapie für diese tödlich verlaufende Ansteckungskrankheit. Die Ärzte versuchten hilflos und vergeblich, die Symptome der Krankheit zu bekämpfen. Kuraufenthalte mit Bädern und Brunnentrinken waren meist wirkungslos, ja sie verschlimmerten oft sogar den Zustand der Patienten. Hinzu kam bei den Frauen der Gaußfamilie schreckliches Heimweh, das sie bei ihren Kuraufenthalten quälte.
Die Frauen litten nicht nur körperlich, sondern auch seelisch. In einem Brief an ihren Mann fasste Gauß’ zweite Frau Minna ihren Seelenzustand zusammen in der Klage:
„So wie ich bin, bin ich ja auch ein sehr unnützes Geschöpf als Mutter und Hausfrau.“
Auch Minna Ewald konnte ihren hausfraulichen Pflichten nur unzulänglich nachkommen, sie war vielmehr weitgehend auf die Hilfe ihres Dienstmädchens angewiesen. Durch ihr Zusammenleben hatten die Gaußfrauen ständig das „Befinden“ der anderen wie einen Spiegel vor Augen und lebten immerfort in Angst für ihre eigene und die Gesundheit ihrer Leidensgenossinnen. Ihre Briefe sind durchsetzt mit Bemerkungen über ihr „Befinden“, wobei sie öfters flunkerten, um die anderen nicht durch immer wiederkehrende Klagen zu beunruhigen.
Die Krankheit äußerte sich in Brustbeschwerden, Kopfwehattacken, Bluthusten, Auswurf, Brechen und einer großen körperlichen Schwäche. Hausarbeiten, Briefschreiben, Treppensteigen, kleine Spaziergänge oder Reisen mit der Kutsche führten oft zu starkem „Angegriffensein“. Immer wieder wurden die Frauen durch ihre Krankheit wochenlang aufs Krankenbett gezwungen. Kurze Perioden der Erholung nährten die vergebliche Hoffnung auf einen dauerhaften Sieg über die schreckliche Krankheit.
Nach dem frühen Tod seiner Frau schrieb Heinrich Ewald 14 Tage später an Gauß:
„Vielleicht wünschen Sie über die letzten Wochen der Verklärten nähere Auskunft. Leider läßt sich nichts sagen als daß das Übel langsam aber sicher fortschritt bis es in den letzten 2 Tagen plötzlich seine Höhe erstieg. … Der Keim des Übels scheint sehr alt gewesen zu seyn; ich erinnere mich wie die Verklärte mir wohl sonst erzählte daß sie als Mädchen nie das Tanzen oder anhaltendes Singen vertragen habe, im Herbste 1831 nach den für sie sehr angreifenden Tagen des Todes ihrer seligen Mutter kamen dann die ersten Blutanfälle welche sich leider nie ganz verloren. Dabei aber war ihr Körper eigentlich ganz gesund und stark, herrlich gebaut und wohl erhalten, und es war das schmerzlichste, den langen Kampf zu sehen den ihre eben so zarte als starke Hülle mit männlicher Kraft und höherem Muthe gegen die Fortschritte des Übels aushielt. Noch letzten Winter war sie nicht eben kränker als die frühern Winter in Göttingen, meine Hoffnung war desto größer je mehr sie nun nach zurückgelegtem 32. Jahre die Gefahren der Jugend überwunden zu haben schien.“

## Anekdoten
- Ewald soll ein zerstreuter Professor gewesen sein. Seine Freunde rieten ihm zu heiraten, um Ordnung in sein Leben zu bringen. Da er nicht wusste, wen er heiraten sollte, wurde beschlossen, er solle diejenige der beiden Gaußtöchter erwählen, die ihm beim nächsten Besuch den Tee einschenken würde. – Schön ausgedacht, aber wohl vollkommen unwahrscheinlich.[14]
- Wenn ein Student in seine Sprechstunde kam, unterhielt sich Ewald mit ihm freundlich bei einem Krug Bier, aber wenn er bemerkte, dass der Student eher gesellschaftlich als wissenschaftlich interessiert war, bat er seine Frau, sich des Studenten anzunehmen.[15]